# Villa María (San José)
Villa María ist eine Ortschaft in Uruguay.

## Geographie
Villa María befindet sich auf dem Gebiet des Departamento San José in dessen Sektor 6 in der Cuchilla Mangrullo. Ansiedlungen in der Nähe sind im Norden Mevir Cañada Grande, Rafael Perazza im Westen und Radial im Süden. In einigen Kilometern südöstlicher Entfernung liegt Puntas de Valdéz. In Villa María entspringt der Arroyo Gregorio, ein rechtsseitiger Nebenfluss des Río San José.

## Infrastruktur
Durch den Ort führt die Ruta 3.

## Einwohner
Die Einwohnerzahl von Villa María beträgt 620 (Stand: 2011), davon 317 männliche und 303 weibliche.
| Jahr | Einwohner |
| ---- | --------- |
| 1963 | 104       |
| 1975 | 209       |
| 1985 | 279       |
| 1996 | 322       |
| 2004 | 512       |
| 2011 | 620       |

Quelle: Instituto Nacional de Estadística de Uruguay